# Olkalampi
Olkalampi är en sjö i Finland. Den ligger i kommunen Miehikkälä i landskapet Kymmenedalen, i den södra delen av landet, 160 km öster om huvudstaden Helsingfors. Olkalampi ligger 39 meter över havet. Den ligger vid sjön Tyllinjärvi. I omgivningarna runt Olkalampi växer i huvudsak blandskog. Arean är 24,3 hektar och strandlinjen är 2,44 kilometer lång. Sjön  ingår i Vaalimaanjokis huvudavrinningsområde. 